# 蜚
蜚是一種記載於《山海经·東山經》的灾兽。居住於太山，具有牛的外形，蛇的尾巴，白色頭部，但只有一個眼睛。會造成周邊水源乾枯、草木枯死。
|                 | 太山上多金玉桢木。有兽焉，其状如牛而白首，一目而蛇尾，其名曰蜚。 |
| ——山海经·東山經 |                                                                  |